# Эстече, Франсиско
Франси́ско Хавье́р Эсте́че Со́са (исп. Francisco Javier Esteche Sosa; родился 12 ноября 1973 года в Асунсьоне, Парагвай) — парагвайский футболист, полузащитник. Известен по выступлениям за «Олимпию» и сборную Парагвая.

## Клубная карьера
Эстече начал карьеру в «Спортиво Лукеньо», за который он дебютировал в 1991 году. В 1995 году Франсиско перешёл в столичную «Олимпию». С этой командой связаны все футбольные достижения Эстече. В составе клуба он пять раз выиграл чемпионат Парагвая, а также стал обладателем Кубка Либертадорес в 2002 году. За «Олимпию» он выступал на протяжении 10 лет и провел в её составе 305 встреч, забив 75 мячей.
В 2005 году Франсиско покинул команду, после чего без особого успеха выступал за «12 октября», «Гуарани», эквадорский «Макара», боливийский «Хорхе Вильстерманн». В 2009 году Эстече вернулся в «Спортиво Лукеньо», где отыграл два сезона. В 2011 году он завершил карьеру в клубе «Хенераль Кабальеро».

## Международная карьера
14 июня 1995 года в товарищеском матче против сборной Аргентины Эстече дебютировал за сборную Парагвая. В 1995 и 1997 годах Франсиско представлял страну на Кубке Америки. В 1996 году он принял участие в трех встречах отборочного турнира Чемпионата Мира, дважды против сборной Аргентины и один матч против Венесуэлы. В заявку на мундиаль он не был включён.
В 2000 году он принял участие в пяти поединках отборочного раунда первенства мира в Южной Корее и Японии против сборных Аргентины, Колумбии, Боливии, Уругвая и Эквадора, но в заявку на турнир опять не попал.

## Достижения
Командные
 «Олимпия Асунсьон»
- Чемпионат Парагвая по футболу — 1995
- Чемпионат Парагвая по футболу — 1997
- Чемпионат Парагвая по футболу — 1998
- Чемпионат Парагвая по футболу — 1999
- Чемпионат Парагвая по футболу — 2000
- Обладатель Кубка Либертадорес — 2002